# Alessio Di Cosimo
Alessio Di Cosimo (Roma, 29 marzo 1985) è un regista e sceneggiatore italiano.

## Biografia
Nel 2015 scrive e dirige il suo primo cortometraggio dal titolo Rosa con protagonista Renato Scarpa. Nel 2016 dirige il documentario dal titolo Tizzo - Storia di un grande campione sulla vita del campione di boxe Emiliano Marsili. Nel 2018 scrive e dirige il cortometraggio Per sempre con protagonista Lou Castel vincendo moltissimi premi nazionali e internazionali tra cui il premio speciale ai Nastri d'argento e il riconoscimento come film d'essai dal Ministero della cultura.
Nel 2019 scrive e dirige il cortometraggio Trentacinque - Numero provvisorio insieme al regista colombiano Juan Diego Puerta Lopez, che risulta miglior cortometraggio al Venice Film Week di Venezia. Nel 2020 scrive e dirige il corto L'Italia chiamò con protagonista Alessandro Haber. Nel 2022 dirige il documentario Barber Ring ricevendo due premi al Biografilm Festival di Bologna. Nel 2022 scrive e dirige il docu-film Come un padre, prodotto in collaborazione con Prime Video, incentrato sulla vita dell'allenatore di calcio Carlo Mazzone, con protagonisti Francesco Totti, Roberto Baggio, Pep Guardiola, Andrea Pirlo, Marco Materazzi e altri campioni del calcio italiano.
Nel 2023 scrive e dirige la commedia L'età giusta con Gigliola Cinquetti, Valeria Fabrizi, Paola Pitagora, Giuliana Lojodice e Giuseppe Pambieri. Disponile dal 24 dicembre 2023 in esclusiva su Paramount+ 

## Filmografia

### Regista e sceneggiatore
- Rosa - cortometraggio (2015)
- Tizzo - Storia di un grande campione (2016)
- Per sempre - cortometraggio (2018)
- Trentacinque - Numero provvisorio - cortometraggio (2019)
- L'Italia chiamò - cortometraggio (2020)
- Barber Ring - documentario (2022)
- Come un padre - docu-film (2022)
- L'età giusta - film (2023)

## Riconoscimenti
- Nastro d'argento
  - 2019 - Premio speciale a Per sempre